# Mark González
Mark Dennis González Hoffmann (* 10. Juli 1984 in Durban, Südafrika) ist ein ehemaliger chilenischer Fußballspieler mit südafrikanischer Staatsangehörigkeit.
Der vorwiegend auf der linken Außenseite agierende Spieler war besonders für seine Schnelligkeit und seinen harten Schuss bekannt, weswegen er auch Speedy Gonzalez genannt wurde.

## Karriere

### Verein
González kam im Alter von zehn Jahren nach Chile und spielte zunächst in mehreren chilenischen Nachwuchsteams und auch kurz in seinem Geburtsland Südafrika und in Deutschland. González’ erster Großverein war CD Universidad Católica, von dem er 2002 in die erste Mannschaft geholt wurde.
Nach zwei erfolgreichen Jahren ging es weiter nach Spanien zu Albacete Balompié. Mit dem spanischen Erstligisten stieg er gleich in seiner ersten Saison in die zweite spanische Liga ab.
2005 unterschrieb er einen Vertrag beim FC Liverpool, war für diesen Klub aufgrund einer fehlenden Arbeitserlaubnis anfangs nicht spielberechtigt. Aus diesem Grund spielte er in der Saison 2005/06 zunächst leihweise für Real Sociedad. In der Saison 2006/07 konnte González erstmals für den FC Liverpool spielen. Bei den Engländern konnte er sich jedoch keinen Stammplatz erkämpfen. González kam in 25 Ligaspielen zum Einsatz, davon bestritt er gerade einmal zwei über die komplette Spielzeit. Was ihm aus seiner Zeit bei Liverpool blieb, ist sein bisher einziger Titel mit einer Vereinsmannschaft, der FA Community Shield.
Es blieb ihm nichts anderes übrig, als bei einem anderen Verein sein Glück zu suchen, und so erfolgte der Wechsel zu Betis Sevilla im Sommer 2007. Bei Betis kam er während seines zweijährigen Aufenthalts regelmäßig zum Einsatz und erzielte zehn Tore in 44 Spielen. Als Betis am Ende der Saison 2008/09 in die Segunda División abstieg, gab er an, den Verein verlassen zu wollen.
Am 11. August 2009 gab ZSKA Moskau, die Verpflichtung Mark González’ für eine Ablösesumme von rund 6,5 Millionen Euro bekannt. Mit dem russischen Klub erreichte er in der Saison 2009/10 das Viertelfinale der UEFA Champions League. 2014 wurde er zu CD Universidad Católica verliehen, die ihn für die nächste Saison fest verpflichteten. Weitere Stationen bis zum Karriereende waren Sport Recife, CSD Colo-Colo und CD Magallanes.

### Nationalmannschaft
Sein erstes Spiel für die chilenische Nationalmannschaft absolvierte er am 8. Juni 2003 gegen Costa Rica.
González spielte 46 Mal im chilenischen Fußballnationalteam und erzielte dabei vier Tore. Nachdem er in der Qualifikation zur Weltmeisterschaft 2010 13 von 18 möglichen Spielen bestritten hatte, wurde er in den Kader der chilenischen Auswahl zur Endrunde dieses Turniers berufen. Dort kam er zu vier Einsätzen, ehe das Team im Achtelfinale gegen Brasilien ausschied. Beim 1:0-Sieg in der Vorrunde gegen die Schweiz gelang González der einzige Treffer des Tages. Damit führte er sein Team zum zweiten Gruppensieg. Es blieb sein einziger Torerfolg im Wettbewerb.

## Erfolge
- FA Community Shield: 2007